# Money in the Bank (2019)
Money in the Bank (2019) – gala wrestlingu wyprodukowana przez federację WWE dla zawodników z brandów Raw, SmackDown i 205 Live. Odbyła się 19 maja 2019 w XL Center w Hartford w stanie Connecticut. Emisja była przeprowadzana na żywo za pośrednictwem WWE Network oraz w systemie pay-per-view. Była to dziesiąta gala w chronologii cyklu Money in the Bank.
Na gali odbyło się dwanaście walk, w tym jedna podczas pre-show. W walce wieczoru niezapowiedziany uczestnik Brock Lesnar wygrał męski Money in the Bank ladder match. Bayley wygrała kobiecy Money in the Bank ladder match, a później wykorzystała zdobyty kontrakt i zdobyła SmackDown Women’s Championship od Charlotte Flair, która zdobyła tytuł od Becky Lynch. W swojej drugiej obronie tytułu, Lynch utrzymała Raw Women’s Championship przeciwko Lacey Evans. W innych ważnych walkach, Kofi Kingston pokonał Kevina Owensa, aby zachować WWE Championship, a Seth Rollins pokonał AJ Stylesa, aby utrzymać Universal Championship.

## Produkcja
Money in the Bank oferowało walki profesjonalnego wrestlingu z udziałem wrestlerów należących do brandów Raw i SmackDown. Oskryptowane rywalizacje (storyline’y) kreowane są podczas cotygodniowych gal Raw, SmackDown Live oraz ekskluzywnej dla dywizji cruiserweight 205 Live. Wrestlerzy są przedstawieni jako heele (negatywni, źli zawodnicy i najczęściej wrogowie publiki) i face’owie (pozytywni, dobrzy i najczęściej ulubieńcy publiki), którzy rywalizują pomiędzy sobą w seriach walk mających budować napięcie. Kulminacją rywalizacji jest walka wrestlerska lub ich seria.
Walką charakterystyczną dla cyklu WWE Money in the Bank jest Money in the Bank ladder match, w którym zawodnicy walczą o zawieszoną nad ringiem walizkę Money in the Bank. W walizce znajduje się kontrakt upoważniający jego posiadacza/posiadaczkę do walki z obecnym mistrzem świata lub mistrzynią kobiet w dowolnym miejscu i czasie. Kontrakt może zostać wykorzystany do 12 miesięcy od dnia zdobycia walizki Money in the Bank.

### Rywalizacje
Na WrestleManii 35, Becky Lynch pokonała Rondę Rousey i Charlotte Flair w Winner Takes All Triple Threat matchu, a tym samym wygrała zarówno Raw, jak i SmackDown Women’s Championship. Następnie została dwukrotnie zabookowana do obrony obu tytułów na Money in the Bank. O Raw Women’s Championship, powołana z NXT Lacey Evans zaatakowała podwójną mistrzynię na Raw i SmackDown po WrestleManii. Evans została następnie przeniesiona na Raw podczas Superstar Shake-up i pokonała Natalyę, zdobywając walkę o mistrzostwo kobiet na Raw. O SmackDown Women’s Championship, była mistrzyni Charlotte Flair obraziła się, że straciła tytuł, mimo że nie była tą, która została przypięta na WrestleManii. Lynch wykrzyknęła, że nie da Flair swobodnie rewanżu i zażądała nowych pretendentów. Wśród wymienionych pretendentów była nowa kandydatka na SmackDown Bayley. Flair następnie pokonała Bayley, aby zdobyć walkę o SmackDown Women’s Championship.
22 kwietnia na odcinku Raw, dyrektor operacyjny WWE Triple H ogłosił dwa pojedynki Triple Threat, w których zwycięzcy zmierzą się ze sobą, aby wyłonić kolejnego pretendenta Setha Rollinsa do Universal Championship. AJ Styles, pokonał Reya Mysterio i Samoa Joe w pierwszym Triple threat matchu, podczas gdy Baron Corbin pokonał Drew McIntyre’a i The Miza w drugim. Styles następnie pokonał Corbina, aby wygrać walkę o Universal Championship przeciwko Rollinsowi na Money in the Bank.
16 kwietnia na odcinku SmackDown, dyrektor generalny WWE Vince McMahon przedstawił Eliasa jako "największe przejęcie w historii SmackDown". Obaj zostali następnie przerwani przez Romana Reignsa, który zaatakował Eliasa i wykonał superman puch na Mr. McMahonie. W następnym tygodniu Shane McMahon wyzwał Reignsa do walki o zaatakowanie jego ojca. Reigns wyszedł i został zaatakowany od tyłu przez Eliasa, który asystował Shane’owi w pokonaniu Reignsa. Elias następnie wyzwał Reignsa na walkę na Money in the Bank, a Reigns przyjął wyzwanie.
Podczas segmentu „A Moment of Bliss” 29 kwietnia na odcinku Raw, Alexa Bliss ujawniła czterech uczestników Raw w męskim Money in the Bank ladder matchu: Braun Strowman, Ricochet, Drew McIntyre i Baron Corbin. Na odcinku SmackDown następnej nocy, czterech uczestników SmackDown zostali ujawnieni: Ali, Finn Bálor, Andrade i Randy Orton. Na odcinku Raw w następnym tygodniu, Robert Roode (wcześniej Bobby Roode) miał szansę zastąpić Ricocheta w Ladder matchu, gdyby mógł pokonać Ricocheta, ale nie powiodło się. Następnie Sami Zayn pokonał Strowmana w Falls Count Anywhere matchu, który odbył się 13 maja na odcinku Raw po interwencji Corbina i McIntyre’a, zajmując miejsce Strowmana.
Czterech uczestniczek Raw w kobiecym Money in the Bank ladder matchu zostało również ujawnione przez Alexę Bliss podczas "A Moment of Bliss" na odcinku Raw 29 kwietnia: Natalya, Dana Brooke, Naomi i sama Bliss. Czterech uczestników SmackDown zostało ujawnionych w następnym odcinku SmackDown: Bayley, Mandy Rose, Ember Moon i Carmella. 13 maja na odcinku Raw Bliss, która zgubiła swój bagaż, została zastąpiona przez Nikki Cross w Fatal 4-Way matchu pomiędzy czterema uczestnikami Raw. Cross wygrała walkę, a później zastąpiła Bliss w Ladder matchu ponieważ Bliss nie została medycznie dopuszczona do rywalizacji.
Na WrestleManii 35, Shane McMahon pokonał The Miza w Falls Count Anywhere matchu; podczas walki Shane zaatakował ojca Miza. Miz został następnie przeniesiony na Raw podczas Superstar Shake-up i zaatakował Shane’a jako odwet. 29 kwietnia na odcinku Raw, podczas walki Miza z Bobbym Lashleyem, Shane odwrócił uwagę Miza, powodując jego przegraną, co doprowadziło do bójki. Później Miz wyzwał Shane’a na walkę z stypulacją Steel Cage match na Money in the Bank, a Shane się zgodził.
16 kwietnia na odcinku SmackDown członkowie The New Day, Kofi Kingston i Xavier Woods, byli gośćmi w "The KO Show", gdzie gospodarz Kevin Owens pogratulował Kingstonowi zdobycia WWE Championship pokonując Daniela Bryana na WrestleManii 35. Z powodu kontuzji innego członka New Day, Big E, Owens chciał dołączyć do New Day jako trzeci członek. Kingston i Woods przyjęli "Big O" jako honorowego członka i cała trójka wygrała później tego samego wieczoru w Six-man Tag Team matchu. W następnym tygodniu, po tym, jak Rusev zaatakował Kingstona podczas jego walki z Shinsuke Nakamurą, wybuchła bójka z udziałem Woodsa i Owensa. Owens następnie zwrócił się przeciwko Kingstonowi i zaatakował jego i Woodsa, ogłaszając, że chce WWE Championship. Kingston następnie wyzwał Owensa na walkę na Money in the Bank z jego tytułem na szali, a Owens przyjął wyzwanie.
Na WrestleManii 35, Samoa Joe pokonał Reya Mysterio w ciągu jednej minuty i utrzymał United States Championship. Obaj zostali następnie przeniesieni na Raw w Superstar Shake-up, a Mysterio pokonał Joe w rewanżu bez tytułu na szali, który odbył się 29 kwietnia na odcinku Raw. W następnym tygodniu zaplanowano kolejną walkę o tytuł pomiędzy nimi na Money in the Bank.
23 kwietnia na odcinku 205 Live, Ariya Daivari pokonał Oneya Lorcana. Generalny menadżer Drake Maverick ogłosił następnie, że Tony Nese będzie bronił WWE Cruiserweight Championship przeciwko Daivari na Money in the Bank.
Po tym jak stracili SmackDown Tag Team Championship na rzecz The Hardy Boyz (Jeff Hardy i Matt Hardy), The Usos (Jey Uso i Jimmy Uso) zostali przeniesieni na Raw w Superstar Shake-up. Dwa tygodnie później The Hardys zrezygnowali z tytułu po tym, jak Jeff doznał kontuzji kolana. 7 maja na odcinku SmackDown, The Usos pojawili się za pomocą zasady dzikiej karty, aby rzucić wyzwanie Danielowi Bryanowi i Rowanowi o zwakowany tytuł, ich próba zakończyła się porażką. W następnym tygodniu, na Money in the Bank Kickoff pomiędzy tymi dwoma zespołami zaplanowano walkę bez tytułu na szali.

## Wyniki walk
| Nr                                                                   | Wyniki | Stypulacje                                                                                              | Czas  |
| -------------------------------------------------------------------- | --- | --- | ----- |
| 1P                                                                   | The Usos (Jey Uso i Jimmy Uso) pokonali Daniela Bryana i Rowana                                                                      | Tag Team match                                                                                          | 11:05 |
| 2                                                                    | Bayley pokonała Carmellę, Danę Brooke, Ember Moon, Mandy Rose (z Sonyą Deville), Naomi, Natalyę i Nikki Cross                        | Money in the Bank ladder match o kontrakt na walkę o kobiece mistrzostwo                                | 13:50 |
| 3                                                                    | Rey Mysterio pokonał Samoa Joe (c)                                                                                                   | Singles match o WWE United States Championship                                                          | 1:40  |
| 4                                                                    | Shane McMahon pokonał The Miza uciekając z klatki                                                                                    | Steel Cage match                                                                                        | 13:00 |
| 5                                                                    | Tony Nese (c) pokonał Ariyę Daivariego                                                                                               | Singles match o WWE Cruiserweight Championship                                                          | 9:25  |
| 6                                                                    | Becky Lynch (c) pokonała Lacey Evans poprzez submission                                                                              | Singles match o WWE Raw Women’s Championship                                                            | 8:40  |
| 7                                                                    | Charlotte Flair pokonała Becky Lynch (c)                                                                                             | Singles match o WWE SmackDown Women’s Championship                                                      | 6:15  |
| 8                                                                    | Bayley pokonała Charlotte Flair (c)                                                                                                  | Singles match o WWE SmackDown Women’s Championship Bayley wykorzystała swój kontrakt Money in the Bank. | 0:20  |
| 9                                                                    | Roman Reigns pokonał Eliasa | Singles match                                                                                           | 0:08  |
| 10                                                                   | Seth Rollins (c) pokonał AJ Stylesa                                                                                                  | Singles match o WWE Universal Championship                                                              | 19:45 |
| 11                                                                   | Kofi Kingston (c) pokonał Kevina Owensa                                                                                              | Singles match o WWE Championship                                                                        | 14:10 |
| 12                                                                   | Brock Lesnar (z Paulem Heymanem) pokonał Alego, Andrade, Barona Corbina, Drew McIntyre’a, Finna Bálora, Randy’ego Ortona i Ricocheta | Money in the Bank ladder match o kontrakt na walkę o światowe mistrzostwo                               | 19:00 |
| (c) – mistrz/mistrzyni przed walkąP – walka miała miejsce w pre-show | | |       |

Uwagi
1. ↑  Lesnar zastąpił Samiego Zayna z powodu kontuzji Zayna której doznał podczas pre-show.